# Alicia Aylies
Alicia Aylies (Fort-de-France, 21 aprile 1998) è una modella francese, eletta Miss Francia 2017.

## Biografia
Alicia nacque a Fort-de-France ma visse a Cayenne, in Guyana francese. Eletta Miss Francia 2017, con la fascia di Miss Guyane, rappresenterà il suo paese a Miss Universo 2017.